# Schwanentempel
Der Schwanentempel (auch: Keramischer Pavillon) auf der Mathildenhöhe ist ein Bauwerk in Darmstadt.

## Geschichte und Beschreibung
Der Schwanentempel (siehe auch Darmstädter Künstlerkolonie#Schwanentempel) wurde im Jahre 1914 für die dritte Ausstellung der Künstlerkolonie nach Plänen des Architekten Albin Müller erbaut.
Der Tempel überragte eine am Hang gelegene Gartenanlage mit Pergola und zerlegbarem Ferienhaus.
Ein Treppenweg mündet direkt an seiner Basis.
Die tragenden Doppelsäulen wurden mit Keramischen Platten der „Gießener Dampfziegelei Gail“ verblendet. Am Rand des flach geneigten Daches befinden sich rhythmisch gegliederte Reliefplatten. Die Dachrinne wird über die Schnäbel der in weißem Marmor fein gearbeiteten Schwäne entwässert.
Diese Bildhauerarbeiten stammen von Albert Burghardt aus Erbach im Odenwald.
Im inneren des Schwanentempels befindet sich ein Mosaikfußboden. Bekrönt wird der Tempel von einer dekorativ ausgemalten Kuppel.
Ursprünglich besaß das Dach eine Biberschwanzdeckung.
Wegen bautechnischer Mängel wurde im Jahre 1987 die Biberschwanzdeckung demontiert und durch Kupferblech ersetzt.
In den 2010er-Jahren wurde der Schwanentempel umfassend saniert.
Das zerlegbare Ferienhaus existiert nicht mehr.

## Denkmalschutz
Das Design des kleinen Bauwerks zeigt die zeitgenössische Lauben-, Kiosk- und Pavillonmode. Diese Mode stellt die Vorstellung vom einfachen Leben ästhetisch überhöht und verklärt dar. Aus architektonischen, baukünstlerischen und stadtgeschichtlichen Gründen steht der Schwanentempel unter Denkmalschutz.